# كورونتان سلتون (مترو باريس)
كورونتان سلتون (بالفرنسية: Corentin Celton)‏ هي محطة مترو تابعة لمترو باريس تقع في فرنسا في إيسي ليه مولينو.[بحاجة لمصدر]